# Ptychadena bunoderma
Ptychadena bunoderma és una espècie de granota que viu a Angola, Zàmbia i, possiblement també, a la República Democràtica del Congo.